# Реактопласты

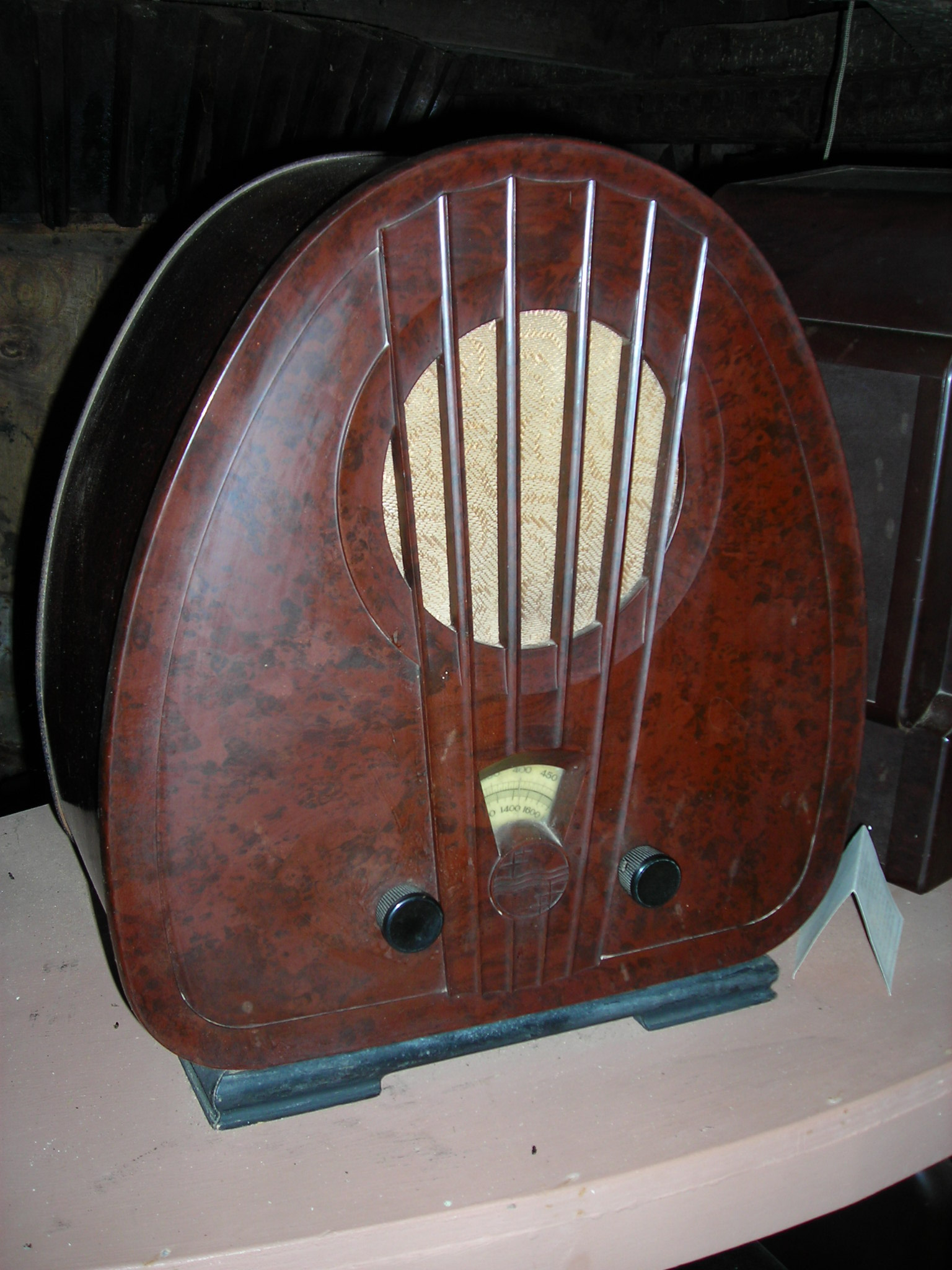
Радиоприёмник в корпусе из бакелита

Реактопласты (термореактивные пластмассы) — пластмассы, переработка которых в изделия сопровождается необратимой химической реакцией, приводящей к образованию неплавкого и нерастворимого материала. 
Наиболее распространены реактопласты на основе фенолформальдегидных, полиэфирных, эпоксидных и карбамидных смол. Содержат обычно большие количества наполнителя — стекловолокна, сажи, мела и др. Термореактивные материалы, как правило, твёрже, чем термопластичные материалы.